# Erupción Hyder

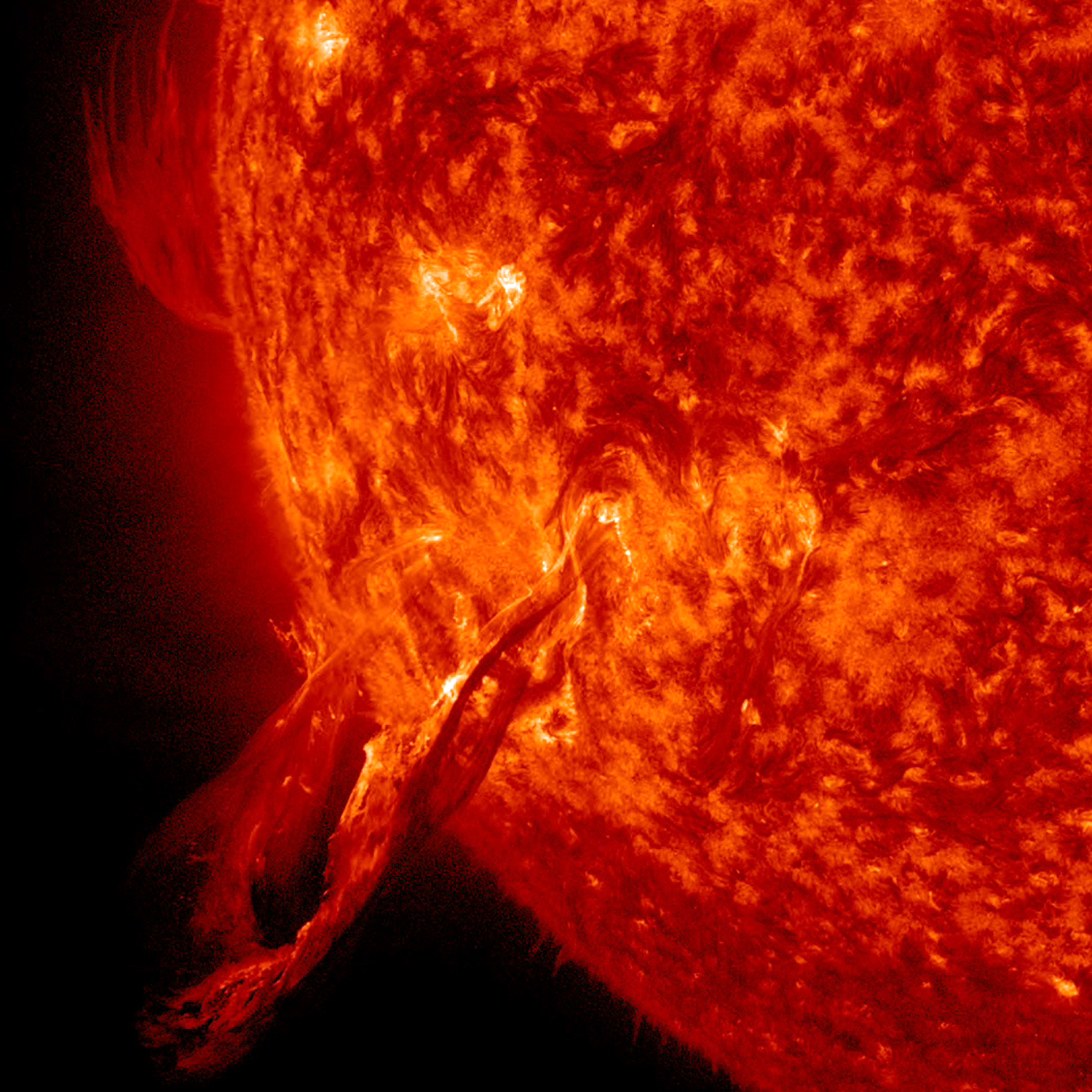
Una imagen que registra una llamarada Hyder que ocurrió durante un lapso de tres horas, el 1 de noviembre de 2014.

Una erupción Hyder o llamarada Hyder es un brillo lento y a gran escala que se produce en la cromosfera solar. Se asemeja a una llamarada solar grande pero débil y es identificable como la firma de la desaparición repentina de una protuberancia solar (una "disparición brusca"). Estos eventos ocurren en el Sol tranquilo, lejos de regiones activas o grupos de manchas solares, y típicamente en la zona de filamentos de la corona polar cerca de los polos del Sol. Las llamaradas Hyder tienen una morfología de dos cintas y se pueden observar débilmente en líneas de emisión cromosféricas como Hα o como absorción mejorada en la línea He I 1083 nm.
Las llamaradas Hyder son causadas por la erupción inestable de un canal de filamento magnético; el filamento se eleva y puede escapar del Sol como parte de una eyección de masa coronal, y la llamarada visible marca la conectividad magnética de la perturbación coronal.
A diferencia de las llamaradas de regiones activas, las llamaradas de Hyder tardan mucho más en alcanzar su intensidad máxima, entre 30 y 80 minutos, y luego pueden continuar durante varias horas. No han causado ninguna interferencia con las comunicaciones terrestres como las erupciones solares y son bastante débiles.
El descubrimiento de las llamaradas de Hyder se ha asociado principalmente con Charles Hyder, quien desarrolló el mecanismo que las describe en 1967. Algunos no están de acuerdo con los hallazgos de Hyder y su mecanismo, sobre lo que realmente produce la llamarada.
Aunque es poco común, un suceso notable que tuvo lugar el 1 de noviembre de 2014 confirmó que muestran características especiales que las distinguen de las erupciones solares.

## Causa
La explicación de estas erupciones solares proviene de las dos observaciones de Hyder. Primero, las bengalas tendían a tener una forma de cinta paralela con una a cada lado del canal del filamento. En segundo lugar, estas llamaradas no fueron causadas ni asociadas con tormentas geomagnéticas.
Se cree que los filamentos inactivos pertenecen a una depresión magnética, que puede desaparecer debido a la reconfiguración del campo. Cuando esto sucede, se dice que el material filamentoso es arrojado a la corona estelar, creando una típica erupción solar. Hyder explica que el proceso de las llamaradas Hyder difiere en que a veces el material filamentoso cae en cascada por los lados exteriores del canal magnético elevado, o cresta, para interactuar con el material cromosférico inferior que está produciendo la llamarada. Si este proceso de caída no es simétrico en ninguno de los lados, entonces habrá una forma de cinta paralela doble, mientras que una caída simétrica producirá solo una cinta paralela. Una caída esporádica o insuficiente de material filamentoso provocará que se produzcan brillantes nudos de erupciones solares.

## Historia
Las llamaradas Hyder fueron observadas por primera vez por Max Waldmeier en 1938, quien escribió un artículo describiendo el fenómeno de la desaparición repentina de los filamentos (disparición brusca), y mencionó que estos pueden estar asociados con brillos similares a llamaradas. La investigación posterior no se completó hasta que Charles Hyder publicó dos artículos en 1967 en la revista Solar Physics en los que se discutía en detalle un mecanismo propuesto subyacente a las llamaradas Hyder.
Recientemente, el mecanismo de Hyder ha sido cuestionado, sobre todo por Harold Zirin. Zirin cuestionó el filamento que cae por el costado de la cresta magnética, afirmando que las reconfiguraciones magnéticas siempre crearán expulsión. Las comparaciones con las publicaciones de Hyder de 1968 se discutieron en el volumen 6 de Harold Zirin y D. Russo Lackner, número 1 de Solar Physics, páginas 86-103: The Solar Flares of August 28 y 30, 1996.

## Ocurrencias
Como las llamaradas de Hyder son notablemente raras, se han registrado pocos sucesos desde su descubrimiento. El evento más notable tuvo lugar entre las 0400 y las 0600 UTC del 1 de noviembre de 2014 y se definió como una llamarada de Clase C. Los científicos notaron que la erupción provocó que el plasma se acelerara hacia el Sol, lo que luego provocó varios destellos de rayos X tras el impacto. El plasma restante fue expulsado al espacio interplanetario y formó un gran núcleo de eyección de masa coronal.

## Peligros
Las erupciones de Hyder son generalmente de menor intensidad en relación con las erupciones de regiones activas, y se acepta comúnmente que no representan una amenaza inmediata para la Tierra. Sin embargo, estas llamaradas pueden afectar potencialmente el clima espacial, lo que podría alterar la electrónica. Debido a esto, se deben tomar muchas precauciones para evitar daños a la navegación aérea y/o a las tecnologías gubernamentales.